# Бирюково (Луганская область)
Бирюко́во / Криничное (укр. Криничне) (до 1921 года Криничная слобода) — посёлок в Должанском районе Луганской области Украины, образует Бирюковский поселковый совет. Находится под контролем самопровозглашённой Луганской Народной Республики.
В подчинении поселкового Совета находятся посёлки Братское и Должанское.

## География и транспортная доступность
Посёлок находится в 18 км от районного центра в верховьях речки Кундрючья, притока Северского Донца, при впадении в неё ручья Большой Криничный (Креничный). К востоку от посёлка проходит граница между Украиной и Россией.
Соседние населённые пункты: город Свердловск, сёла Ананьевка, Александровка и Панченково на севере, посёлок Хмельницкий на северо-западе, сёла Карпово-Крепенское на западе, Дарьино-Ермаковка и Астахово на юго-западе, посёлки Братское на юго-юго-западе, Должанское на юге.
Ближайшая железнодорожная станция Должанская находится в 12 км от Бирюково.

## История
Населённый пункт был основан около 1806 года крепостными крестьянами полковника Петра Васильевича Орлова, переселёнными из сёл Ровеньки и Красновка, под названием «Кундрюченский посёлок». В 1820 году принадлежал вдове генерала от инфантерии Екатерине Дмитриевне Орловой. Впоследствии носил название «Петровская Кундрючья слобода». Вторым названием поселения со второй половины XIX в. было «Криничная» («Кринична»), под которым оно существовало до 1920 года. Слобода Петровско-Кундрючья — Криничная была центром Криничанской волости и входила в Миусский, а с 1888 года в Таганрогский округ Области Войска Донского.
В декабре 1917 года здесь была установлена советская власть. Для защиты села от белоказаков в январе 1918 года здесь создали боевую дружину из 20 человек.
В 1920 году слобода Криничная была переименована в честь коммуниста, председателя Совета крестьянских депутатов В. М. Бирюкова, погибшего в марте от местных противников советской власти.
В 1926 году здесь были созданы партийная и комсомольская ячейки.
Более тысячи жителей села ушло на фронт во время Великой Отечественной войны. 340 из них погибло, а более 700 были награждены орденами и медалями.
Старший сержант Иван Григорьевич Шевченко, родившийся в Бирюково, в 1945 году получил звание Героя Советского Союза за свой подвиг — он уничтожил 7 вражеских танков и десятки пулемётных орудий.
За свои активные действия против захватчиков во время немецко-фашистской оккупации были отмечены и погибшие от рук фашистов Филиппенко Я. И., Воцко М. А. и Карабанов Ю. А..
В память погибшим при защите Родины воинам, родившимся здесь, была установлена стела с их именами в центре населённого пункта. Также в городе возведён памятник Бирюкову В. М. — первому председателю Совета.
В 1964 году село получило статус посёлка городского типа.
В 1972 году на окраине южной части населённого пункта были найдены курганы с погребениями эпохи бронзы.
В январе 1989 года численность населения составляла 5237 человек.
На 1 января 2013 года численность населения составляла 4027 человек.
С весны 2014 года контролируется Луганской Народной Республикой.
12 мая 2016 года Верховная Рада Украины переименовала посёлок в Криничное в рамках кампании по декоммунизации на Украине. Переименование не было признано властями самопровозглашённой ЛНР.

## Социальная сфера

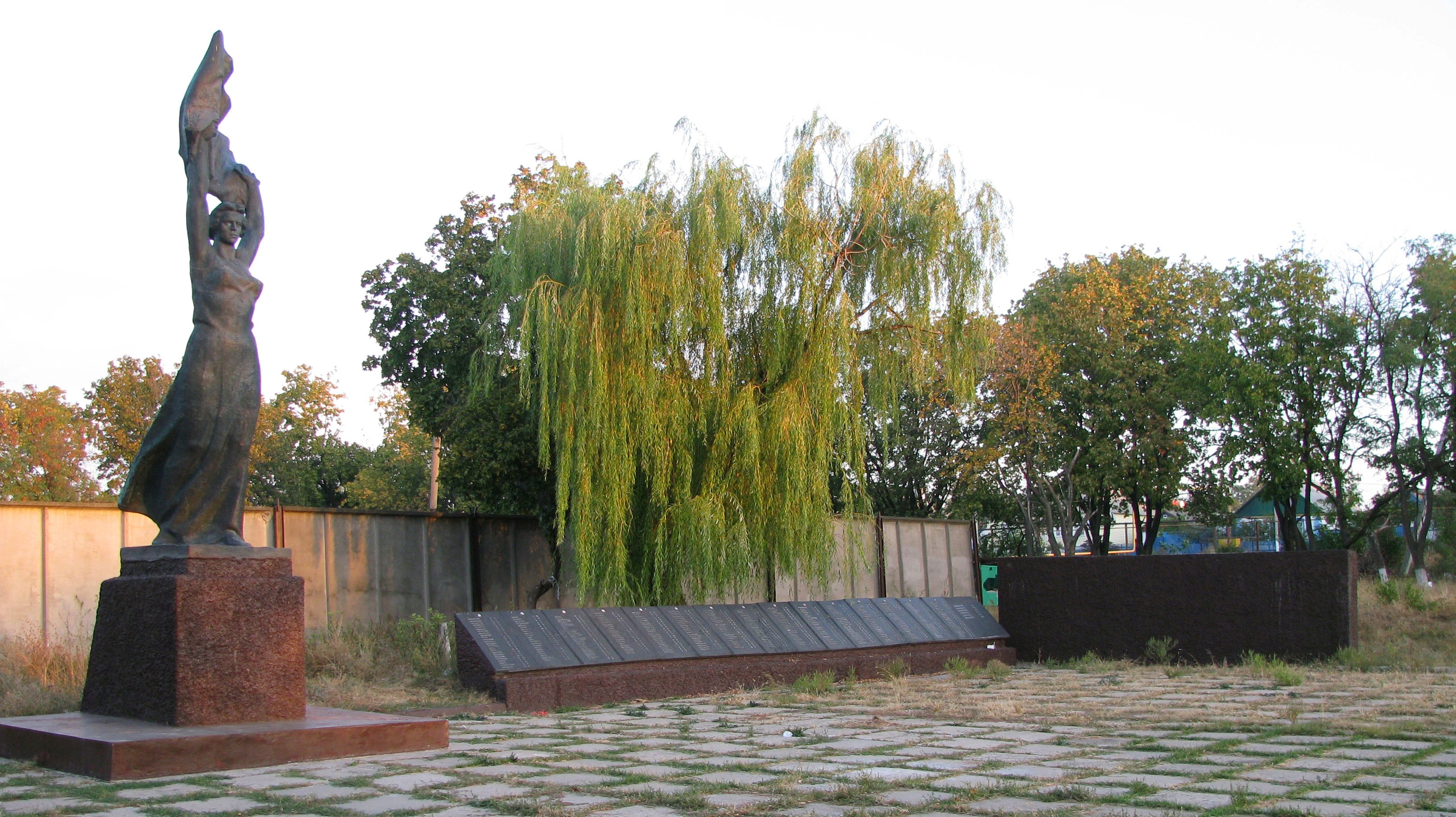
Стела в Бирюково

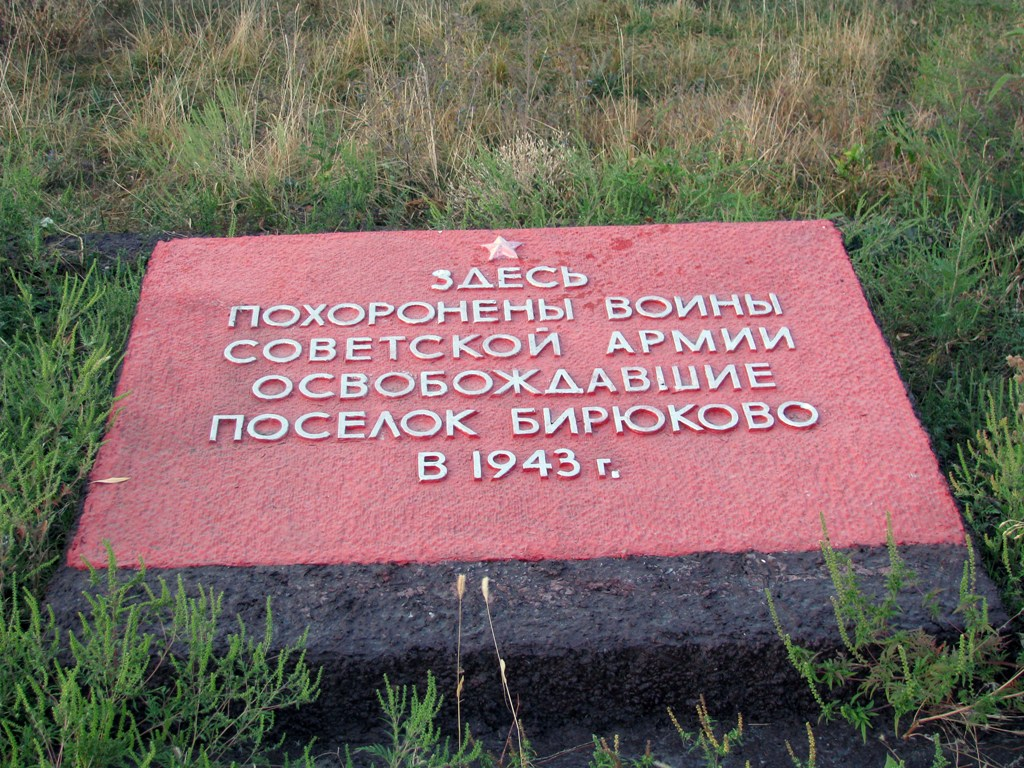
Мемориальная плита рядом со стелой

В Бирюково была расположена усадьба колхоза «Родина», который владел 8433 га земли, 7318 га из которой является пахотной. Колхоз «Родина» производил мясо и молоко. В 1967 году колхоз получил орден Ленина, а в 1973 году переходящее Красное знамя Министерства сельского хозяйства СССР и ЦК профсоюза рабочих и служащих сельского хозяйства и заготовок. В настоящее время земли распаеваны, часть из их сдана в аренду агрофирме «Должанская», часть — фермерским хозяйствам «Заповедь» и «Семибалки».
В посёлке работают 14 торговых предприятий, кафе «Столица» и «Ивушка», отделение связи, сберкасса, две аптеки, общеобразовательная школа и вспомогательная школа-интернат, Дом культуры, 2 библиотеки с книжным фондом около 8 тыс. экземпляров, участковая больница с дневным стационаром, областная психиатрическая больница, детский сад «Зіронька». Большинство жителей-мужчин работает на шахте «Должанская-Капитальная» ДТЭК Свердловантрацит, женщины — в психиатрической больнице, на ЦОФ «Свердловская». В 2011 и 2013 году в поселке проходил международный фестиваль народного песенного творчества «Криниченька», председателем жюри которого была народная артистка Украины Нина Матвиенко.
Также в поселке расположен действующий храм Украинской Православной церкви Святителя Митрофания.

## Персоналии
В колхозе трудились 46 заслуженных работников-передовиков, награждённых правительственными наградами, а делегат XXV съезда Компартии Украины председатель колхоза Гончаров П. В. удостоен звания Героя Социалистического Труда. Также высокие награды получили:
- Савченко Ф. Д., бригадир тракторно-полеводческой бригады — орден Ленина и Октябрьской Революции;
- Клименко Г. С., птичник — орден Ленина;
- Белоусова А. Ф., доярка — орден Ленина;
- Скляров Б. Г., главный агроном — орден Октябрьской Революции.

Правительственными наградами отмечены учителя:
- Дедкова В. Н. — заслуженный учитель Украины;
- Лебединская Л. Н., Калашникова А. А. — Орден «Знак Почёта».